# 内马尼亚·克尔斯蒂奇
内马尼亚·克尔斯蒂奇（1993年3月2日—），塞尔维亚男子篮球运动员，场上位置是得分后卫、小前锋。他曾代表塞尔维亚国家队参加2013年国际篮联欧洲锦标赛，获得第七名。